# Apodaca
Apodaca er en by og en kommune i delstaten Nuevo León nordøst i Mexico. Byen indgår i Monterreys storbyområde og er også tilholdssted for Mariano Escobedo Internationale Lufthavn, Nuevo Leóns vigtigste lufthavn.
Navnet Apodaca blev givet til byen for at hædre biskoppen Salvador de Apodaca y Loreto.
1. ↑  www.inegi.org.mx (fra Wikidata).